# 遊ちゃん
遊ちゃん（ゆうちゃん）は大阪市の水族館である海遊館で代々飼育展示されているメスのジンベエザメの愛称。公募で遊（ゆう）と名付けられ、「遊ちゃん」の愛称で知られる。

## 初代
初代の遊ちゃんは1990年（平成2年）7月の海遊館オープン前に、沖縄で収集され移送された個体である。1998年（平成10年）11月に亡くなった。体長は太平洋水槽への搬入時には4メートル7センチ、1998年11月に亡くなった時は7メートル76センチになっていた。
その後は高知県の太平洋沿岸の漁の定置網に入網したジンベエザメ（全長4 - 5メートル以下）を、港の生け簀や海遊館海洋生物研究所以布利センター（高知県土佐清水市）で餌付けし、健康チェックを行ってから海遊館に移送するようになった。大型の個体の場合は、全長の測定や性別の確認を行った後に海に放されている。

## 2代目
2代目の遊ちゃんは1998年（平成10年）7月に高知県土佐清水沖の定置網にかかった個体で、2000年（平成12年）6月に海遊館の太平洋水槽に搬入された。
体調不良となり、2007年（平成9年）9月7日夜に海遊館から搬出され、同9日からは海遊館海洋生物研究所以布利センターで飼育されていた。海遊館太平洋水槽での飼育日数は2505日。同年9月13日に亡くなった。

## 4代目
2024年（令和6年）8月時点で海遊館で展示されている遊ちゃんで4代目である。2014年（平成26年）から海遊館で展示されている。